# Halstead (Kent)
Pour les articles homonymes, voir Halstead.
Halstead est un village du district de Sevenoaks dans le Kent, en Angleterre.